# Pero gapa
Pero gapa là một loài bướm đêm trong họ Geometridae.